# イマガバリン
イマガバリン(Imagabalin)は、電圧依存性カルシウムチャネルのα2δサブユニットのリガンドとして作用する。α2δ2サブユニットと比べてα2δ1サブユニットに対する選択性がある。ファイザーによって医薬品として開発されていたには、抗不安薬、鎮痛剤、睡眠薬、抗てんかん薬の作用が非臨床試験で示されていた。現在は、全般性不安障害の治療についての、第三相臨床試験が実施されている。